# Vỏ bọc ấm áp
Vỏ bọc ấm áp là một bộ phim lãng mạn do Vương Mộc biên kịch và đạo diễn, với sự tham gia diễn chính của Vương Tử Văn, Doãn Phưởng, với Vịnh Mai là khách mời, Bạch Khách diễn xuất đặc biệt, Chu Y Nhiên, Bốc Quan Kim, Trương Kim diễn, Trương Hy Nhiên và Tôn Dương đồng diễn ,  ra mắt tại Trung Quốc đại lục vào ngày 26 tháng 5 năm 2023.
Phim kể về Dai Chun và Jue Xiao, một cặp tình nhân bị mắc kẹt trong thế giới tâm linh, sau khi trở về xã hội, họ phải đối mặt với những định kiến thế tục và cùng nhau xây dựng một gia đình nhỏ  .

## Nội dung
Giáo Hiểu bị mẹ bỏ rơi từ khi còn nhỏ và được dì nuôi dưỡng. Đới Xuân phải chịu đựng bạo lực gia đình từ cha mình khi còn nhỏ, đồng thời cũng phải trải qua cuộc chia ly bi thảm với gia đình. Những tổn thương do gia đình quê hương gây ra đã khiến hai Người trở nên mong manh, nhạy cảm và mang những gánh nặng tâm lý mà người bình thường không thể tưởng tượng được. Vào thời điểm khó khăn nhất trong cuộc đời Giáo Hiểu, sự xuất hiện của Đới Xuân đã phá vỡ bóng tối như một tia nắng. Trong môi trường khép kín, hai người đi từ quen biết đến yêu nhau, dùng tình yêu dệt nên khả năng hạnh phúc và cứu nhau khỏi sương mù dày đặc. Cuộc sống tươi đẹp vẫn tiếp tục, thử thách của thực tế cũng tấn công tình yêu của họ, họ cần an ủi nhau và trở thành người tốt nhất trong mắt nhau .

## Diễn Viên

### Diễn viên chính
| Diễn viên    | Vai       | Giới thiệu | Gh chú |
| Vương Tử Văn | Giáo Hiểu | Một cô gái bị rối loạn tâm thần kiếm sống bằng nghề làm móng tay. Cô là một người bình thường, bình thường nhưng bất hạnh, có vấn đề với gia đình ban đầu, mẹ cô bỏ nhà đi từ khi cô còn nhỏ, để lại cho cô tổn thương tâm lý do gia đình tan vỡ. Cô mắc chứng rối loạn cảm xúc và tự làm tổn thương chính mình, sau đó gặp Đới Xuân, người cũng đang bị mắc kẹt về mặt tinh thần.          | [ 2 ]  |
| Doãn Phưởng  | Đới Xuân  | Là một cậu bé đau khổ về mặt tinh thần, gia đình quê hương không hòa thuận, trước hoàn cảnh gia đình, cậu trút nỗi bất mãn lên cha mình bằng cách tự đánh mình, dần dần bình tĩnh lại nhờ sự an ủi của Giáo Hiểu. Ký ức đau buồn do cha anh gây ra vẫn còn đọng lại, trạng thái tinh thần của Đới Xuân lên xuống thất thường, Giáo Hiểu cần an ủi trái tim mong manh của anh bằng tình yêu. | [ 1 ]  |

### Diễn xuất đặc biệt
| Diễn viên    | Vai               | Giới thiệu | Ghi chú     |
| Vịnh Mai     | Tiểu Di           | Dì của Giáo Hiểu. Bề ngoài cô ấy trông có vẻ bình tĩnh nhưng thực tế lại đang trên bờ vực suy sụp, sau khi mẹ Giảo Hiểu bỏ nhà đi, bà đã nuôi Giáo Hiểu. Cô ấy vừa nghiêm khắc vừa tốt bụng với Giáo Hiểu, đồng thời tỏ ra bất lực trước những hành vi khác nhau của Giáo Hiểu.                                                                            | [ 4 ] [ 5 ] |
| Bạch Khách   | Đới Hà            | Em trai của Đới Xuân. Anh ấy trông có vẻ hiền lành và lịch sự nhưng thực chất anh ấy đang đau khổ trong lòng và cuộc sống không hề suôn sẻ. Một mặt, anh phải đối mặt với những vấn đề của gia đình, nhưng mặt khác, anh cũng muốn trốn thoát khỏi gia đình và sống cuộc sống mà mình mong muốn, điều này khiến anh rơi vào tình thế tiến thoái lưỡng nan. | [ 6 ]       |
| Chu Y Nhiên  | Tiểu Mã           | Bạn của Giáo Hiểu. Cô ấy có tính cách vui vẻ và nội tâm cực kỳ nhạy cảm, cô ấy có thể khám phá những điều mà người khác khó khám phá. Cô gặp Giảo Hiểu trong bệnh viện và thiết lập tình bạn bằng cách trao đổi bí mật, sau khi xuất viện, cô tìm việc làm trong siêu thị nhưng công việc không suôn sẻ.                                                   | [ 3 ]       |
| Bốc Quan Kim | Chủ tiệm làm móng | |             |
| Trương Kim   | Đới Quốc Bình     | |             |

### Đồng diễn
| Diễn viên       | Vai             | Giới thiệu |
| Trương Hy Nhiên | Cô bé           |            |
| Tôn Dương       | Chủ tiệm sửa xe |            |

### Diễn viên khác
| Diễn viên   | Vai      | Giới thiệu |
| Triệu Thi Y | Y tá nhi |            |

## Giải thưởng
| Ngày trao giải | Lễ trao giải                                 | Hạng mục                                                        | Người nhận   | Kết quả   | Ghi chú |
| -------------- | -------------------------------------------- | --------------------------------------------------------------- | ------------ | --------- | ------- |
| 2019           | Liên hoan phim quốc tế Đảo Hải Nam lần thứ 2 | Hội nghị đầu tư mạo hiểm H!Action "Giải thưởng chú ý của Tam Á" | Vỏ bọc ấm áp | Đoạt giải | [ 2 ]   |
| 2019           | Liên hoan phim quốc tế Bình Dao lần thứ 3    | Vốn đầu tư mạo hiểm · Giải thưởng sáng tạo Thiên Độ             | Vỏ bọc ấm áp | Đoạt giải | [ 7 ]   |
| 2023           | Liên hoan phim quốc tế Bình Dao lần thứ 6    | Giải Phí Mục·Nam diễn viên chính xuất sắc nhất                  | Doãn Phưởng  | Đoạt giải | [ 8 ]   |
| 2023           | Liên hoan phim quốc tế Bình Dao lần thứ 6    | Giải Phí Mục·Nuữ diễn viên chính xuất sắc nhất                  | Vương Tử Văn | Đoạt giải | [ 8 ]   |
| 2023           | Liên hoan phim quốc tế Bình Dao lần thứ 6    | Giải Phí Mục·Đạo diễn xuất sắc nhất                             | Vương Mộc    | Đoạt giải | [ 8 ]   |